# Атанас Сиркаров
Атанас Христов Сиркаров е български архитект, художник и историк.

## Живот
Атанас Христов Сиркаров е роден в окупирания по това време от гръцки войски Дедеагач, днес Александруполис в Гърция. Семейството му се преселва в Бургас, където той получава основно и гимназиално образование. През 1938 година следва архитектура в Бърно, Чехословакия, но след избухването на Втората световна война се връща с България, където се дипломира през 1944 година като архитект в София.
През 1947 година започва трудовата си дейност като проектант в „Главна дирекция за елетрификация—София“. През 1951 година се завръща в Бургас и постъпва на работа в проектанската организация, където се занимава с регистрацията и опазването на архитектурните паметници в региона. Проектант е на сградата на Немската и Английската гимназия в Бургас.

## Трудове
Архитект Сиркаров е автор на множество статии в списание Архитектура и в бургаската преса.
- Архитектурата на Бургас 1878-1940., из-во Балтика, Бургас 2010, ISBN 978-954-8040-29-7